# Фабрезан
Фабреза́н (фр. Fabrezan) — коммуна во Франции, находится в регионе Лангедок — Руссильон. Департамент коммуны — Од. Входит в состав кантона Лезиньян-Корбьер. Округ коммуны — Нарбонна.
Код INSEE коммуны — 11132.

Старая укрепленная деревня Фабрезан проходит в Окситании, в департаменте Од.
Он расположен в Корбьер, примерно в тридцати километрах от Нарбонны и Каркассона. Расположенная у ворот Минервуа деревня Фабрезан соблазнена своими виноградниками и историческим наследием.
Круглая деревня с узкими улочками, Фабрезан когда-то была собственностью виконта Нарбонна, а в начале шестнадцатого века была присоединена к королевской усадьбе.
Первоначально Gallo-Roman, место теперь является идеальной отправной точкой для походов в Corbières или близлежащее Средиземное море.
Любители гастрономии также найдут свое счастье в этой очаровательной деревне виноделов. Fabrezan фактически является частью производственной зоны двух вин AOC, Corbières и Corbières-Boutenac.

## Население
Население коммуны на 2008 год составляло 1242 человека.
| 1962 | 1968 | 1975 | 1982 | 1990 | 1999 | 2008 |
| ---- | ---- | ---- | ---- | ---- | ---- | ---- |
| 1088 | 1137 | 1024 | 991  | 1046 | 1086 | 1242 |

## Экономика
В 2007 году среди 718 человек в трудоспособном возрасте (15—64 лет) 483 были экономически активными, 235 — неактивными (показатель активности — 67,3 %, в 1999 году было 61,9 %). Из 483 активных работали 418 человек (214 мужчин и 204 женщины), безработных было 65 (34 мужчины и 31 женщина). Среди 235 неактивных 39 человек были учениками или студентами, 112 — пенсионерами, 84 были неактивными по другим причинам.

## Достопримечательности
- Бронзовая статуя Шарля Кро
- Замок Вильруж-ла-Кремад
- Башня Меровингов

## Уроженцы
- Шарль Кро (1842—1888) — французский поэт, изобретатель фонографа и один из первооткрывателей цветной фотографии.

## Фотогалерея
- Фабрезан (вид с берега реки Орбье)
- Мэрия
- Наводнение в октябре 2010 года
- Церковь Вильруж-ла-Кремад